# Cucurrucucú paloma
Cucurrucucú paloma è una canzone scritta dal cantautore messicano Tomás Méndez nel 1954. Nel corso degli anni, il brano è stato utilizzato come colonna sonora in svariate opere cinematografiche e ha raggiunto un certo grado di popolarità anche al di fuori del paese d'origine, tanto da essere tradotto in varie lingue.

## Origini
Il titolo deriva dall'onomatopea del verso delle colombe in lingua spagnola. La canzone parla della perdita di una persona amata e della sofferenza a essa collegata.

## Diffusione
Composto nel 1954, apparve per la prima volta l'anno seguente nel film Al diablo las mujeres; sempre nella versione di Méndez, il brano è stato incluso in vari altri film, prevalentemente girati o prodotti in Messico. Nel 1965 la canzone ha dato il titolo a un film del regista mesoamericano Miguel Delgado. In seguito alle interpretazioni di vari artisti di levatura internazionale, la canzone è stata tradotta in diverse lingue, guadagnando così notorietà in tutto il mondo.

## Altre versioni
Del brano sono state eseguite varie versioni: la prima fu quella di Lola Beltrán, nel succitato film Al diablo las mujeres, cui sono seguite quelle di Harry Belafonte '57, Julio Iglesias '75, José Feliciano e Caetano Veloso '95 - quest'ultima, acustica, inclusa nei film Parla con lei di Pedro Almodóvar, Happy together di Wong Kar-wai e My Son, My Son, What Have Ye Done di Werner Herzog - mentre tra quelle in altre lingue è presente una rivisitazione (o meglio, una citazione) di Franco Battiato, inclusa nel suo album La voce del padrone, dal titolo Cuccurucucù. Da notare come la versione di Battiato differisca radicalmente dall'originale, di cui cita solo il ritornello e il titolo, in quanto il testo è completamente diverso e non contiene particolari riferimenti alla canzone di Méndez. Da ricordare anche la versione di Gaby Moreno utilizzata come colonna sonora nella stagione 7 della serie TV Orange Is the New Black.